# BabyFirst
«BabyFirst» — детский американский телевизионный канал, ориентированный на детей в возрасте от 6 месяцев до 2 лет и их родителей. Принадлежит компании First Media.
Предполагается, что контент, показываемый на канале, призван развить необходимые жизненные навыки: умение распознавать цвета и считать; телепередачи также увеличивают словарный запас младенца.
Штаб-квартира находится в Лос-Анджелесе. Телеканал вещается в 33 странах на 13 языках.

## История

### Создание
Телеканал был создан в 2004 году Гаем Оранимом и Шэроном Рехтером. Вещание стартовало 11 мая 2006-го на DirecTV, а позже, в июне 2006 года, на Dish Network EchoStar. Штаб-квартира базировалась — и продолжает в настоящее время — в Лос-Анджелесе, а основными инвесторами проекта стали Regency Enterprises, Kardan и Bellco Capital. «BabyFirst» стал первым круглосуточным телеканалом для малышей и их родителей, быстро набрав популярность.
В 2000-х в Федеральную торговую комиссию поступила жалоба от Commercial Free Childhood. В ней утверждалось, что реклама вещателя о «развитии мышления у детей» вводит в заблуждение. Тем не менее регулятор не применил никаких санкций к телеканалу.
В 2008-м канал транслировался на территории Китая и Кореи. В октябре Singapore Telecommunications запустила вещание в Сингапуре, а также Латинской Америке и Африке. В мае было подписано дестрибьюторское соглашение с Time Warner Cable. В 2009 году HBO Asia стала единственными и эксклюзивным вещателем канала в Азии.
В 2011 году было подписано соглашение о вещании BabyFirst в Великобритании через спутниковую сеть BSkyB, а в Мексике — через Sky Mexico и Cablevision. Французским дестрибьютором стала компания CanalSat. В конце 2011 года телеканал был доступен во всех странах Европы, Среднего Востока и Канаде.
В 2012 году совместно с Comcast была запущена двуязычная версия — «BabyFirst Americas» — на латыни и английском языке. С июня 2013-го доступен на YouTube.

### Настоящее время
В 2013-м бывший президент ABC Network Стивен Макферсон и бывший директор Disney Channel Рич Франк вошли в совет директоров компании-владельца телеканала, став инвесторами. В мае 2014 года AT&T U-verse и BabyFirst выпустили совместное мобильное приложение.

## Программы
Около 90 % всех программ, показываемых BabyFirst, являются оригинальным контентом телеканала. Следующие из них транслируются по лицензиям: Mio Mao, Пищи!, Сьюзи Спаффорд, Tec the Tractor, Ready Dress Go и Color Crew. Формат телеканала ограничен показами лишь коротких программ — длительностью от трёх до пяти минут.

### Текущие
- Mio Mao[англ.]
- Пищи![англ.]
- Сьюзи Спаффорд[англ.]
- Tec the Tractor
- Ready Dress Go
- Color Crew
- 123 гонка (англ. 123 Race)
- ABC Galaxy
- Альберт и Джуниор (англ. Albert and Junior)
- Baby D.I.Y.
- Baby U
- Bloop & Loop
- GooGoo
- GooGoo and GaaGaa
- Tillie Knock Knock
- VocabuLarry
- Малышка Мейз (англ. Baby Maze)
- Приключения в большой коробке (англ. Big Box Adventure)
- Чёрное и белое (англ. Black and White)
- Медвежёнок Бонни (англ. Bonnie Bear)
- Карусельные сны (англ. Carousel Dreams)
- Цветная команда (англ. Color Crew)
- Симфония цвета (англ. Color Symphony)
- Глиняный мир (англ. Clay World)
- Фред и Фиона (англ. Fred and Fiona)
- Гарри и Ларри: профессионалы спешат на помощь (англ. Harry and Larry: Pros Who Help!)
- Кролик Гарри[англ.]
- Прятки (англ. Hide and Seek)
- Коробка игрушек Джоуи (англ. Joey's Toy Box)
- Колыбельные (англ. Колыбельные)
- Калейдоскоп (англ. Kaleidoscope)
- Мои друзья-животные с Роби (англ. My Animal Friends with Robi)
- Мои разноцветные друзья (англ. My Color Friends)
- Мои друзья по игре (англ. My Play Pals)
- Моя всплывшая книга (англ. My Pop-Up Book)
- Цифры по всему миру! (англ. Numbers Around the Globe)
- Количество (англ. Number Time)
- Ку-ку, я тебя вижу! (англ. PeekABoo, I See You!)
- Блокнот с картинками (англ. Picture Pad)
- Пикси (англ. Pixies)
- Головоломки (англ. Puzzles (CGI version))
- Чудо-коробка (англ. Wonder Box)
- Качайся и пой (англ. Swing and Sing)

### Бывшие
- Дом воздушных шаров Бобби (англ. Bobby's Balloon House)
- Время танцев, мальчики! (англ. Dance Time Boys)
- Я могу подписать! (англ. I Can Sign!)
- Мой тренажерный зал дома (англ. My Gym at Home)
- Числа Ферма (англ. Numbers Farm)
- Кисть Пити (старая версия; англ. Petey the Paintbrush)
- Пазлы (старая версия; англ. Puzzles)
- Shape-A-Majigs
- Формы и размеры (англ. Shapes & Sizes)
- Веселые (англ. The Wordies)
- Виджет и его чудо-машина (англ. Widget & His Wonder Machine)
- Волшебные туннели (англ. Magic Tunnels)
- Малыш Эйнштейн[англ.]
- Тик-так[англ.]
- Сали Мали[англ.]
- Детский урок (англ. Baby Class)
- Ночные программы для малышей
- Основы дошкольного образования[32]

Также существует 41 мобильное приложение как дополнение к передачам; одно из них было разработано совместно с AT&T U-verse — в нём можно рисовать на мобильном устройстве и отображать результат в телевизоре.

### Критика
Обозреватель из The New York Times назвал контент телеканала «ярким и неторопливым», отметив поднимающую настроение музыку. Тем не менее некоторые эксперты считают плохой практикой знакомить детей с телевизором в столь раннем возрасте, так как он может стать «цифровой няней». Другая точка зрения опровергает этот аргумент: по заявлениям родителей эксперты «потеряли связь с реалиями воспитания ребёнка». Общие рекомендации BabyFirst гласят, что смотреть контент необходимо вместе с родителями и в интерактивном режиме.